# Феліціано Зхюссхен
Феліціано Зхюссхен (нід. Felitciano Zschusschen, нар. 24 січня 1992, Бреда) — нідерландський футболіст, нападник клубу «Інвернесс» та національної збірної Кюрасао.

## Клубна кар'єра
Народився 24 січня 1992 року в місті Бреда. Вихованець «Твенте». У дорослому футболі дебютував 2012 року виступами за першу команду клубу «Твенте», проте основним гравцем не був, через що грав за дубль «Йонг Твенте» в другому дивізіоні, а також здавався в оренду в клуби «Дордрехт», «НАК Бреда» та «Осс».
На початку 2017 року підписав контракт з клубом німецької Регіоналліги «Саарбрюкен», але до літа провів лише 6 матчів у четвертому за рівнем дивізіоні країни.
В липні 2017 став гравцем шотландського клубу «Інвернесс»
. 

## Виступи за збірну
28 березня 2015 року дебютував в офіційних матчах у складі національної збірної Кюрасао у відбірковій грі на чемпіонат світу 2018 року проти збірної Монтсеррату, в якій і забив перший гол за збірну. 
Влітку 2017 року у складі збірної став переможцем Карибського кубка, а наступного місяця був учасником розіграшу Золотого кубка КОНКАКАФ 2017 року у США.

## Досягнення
- Переможець Карибського кубка: 2017